# پتر استویوسانت (سیگار)
پتر استویوسانت (به انگلیسی: Peter_Stuyvesant) یک برند سیگار ایجاد شده در آفریقای جنوبی است؛ که در حال حاضر توسط بریتیش امریکن توباکو، امپریال توباکو تولید می‌شود. این برند در سال ۱۹۵۴ پایه‌گذاری گردید.